# Evropská akademie věd a umění
Evropská akademie věd a umění (německy: Europäische Akademie der Wissenschaften und Künste; anglicky: The European Academy of Sciences and Arts) vznikla 7. března 1990 v Salcburku, kde má také sídlo. Jejími zakladateli se stali kardiochirurg Felix Unger, vídeňský arcibiskup kardinál Franz König a český šlechtic, politolog a filozof Mikuláš Lobkowicz.
Členové jsou evropští vědci, myslitelé a umělci, mezi něž se zařadili také nositelé Nobelovy ceny. V rámci debat se společně zamýšlejí nad problémy a dalším směřováním Evropy. Výstupem jsou publikace a zprávy.

## Organizace
Členové jsou rozděleni do sedmi skupin v jejichž čele stojí děkani:
- I. Humanitní vědy, děkan Andreas Önnerfors
- II. Lékařství, děkan Dušan Šuput
- III. Umění, děkan Violeta Dinescuová
- IV. Přírodní vědy, děkan Ioannis Liritzis
- V. Společenské vědy, právo a ekonomie, děkan Kurt Schmoller
- VI. Technické vědy a environmentalistika, děkan Sergio Orlandi
- VII. Náboženství ve světě, děkan Mariano Delgado

## Deklarace ke klimatickým změnám
V březnu 2007 akademie vydala prohlášení, ve kterém uvádí:
„Lidská aktivita je velmi pravděpodobně zodpovědná za globální oteplování. Velká část globálního oteplování za posledních padesát let je pravděpodobně způsobena nárůstem koncentrace skleníkových plynů v atmosféře. Dlouhodobé klimatické výchylky jsou dokumentovány změnami teploty a ledu v Arktidě, rozsáhlými změnami ve srážkovém úhrnu, mořské salinitě, v proudění větrů a extrémním počasí zahrnujícím sucho, velké srážky, teplé vlny a silné tropické cyklóny. Takový rozvoj změn může mít dramatické následky na budoucnost lidstva.“
European Academy of Sciences and Arts, Let's Be Honest
Proto akademie vítá iniciativy Live Earth a Save Our Selves, které chápe jako počátek mobilizace lidí, kteří chtějí aktivně řešit uvedené problémy.

## Čeští členové
Čeští členové k roku 2023.
- Jiří Drahoš
- Petr Duchek
- Tomáš Halík
- Lena Halounová
- Vladimír Havlíček
- Martin Hof
- Jindřich Horáček
- Cyril Höschl
- Marek Hrubec
- Pavel Jiras
- Karel Lemr
- Blanka Říhová
- František Sehnal
- Miroslav Tůma
- František Volf
- Vladimír Vonka
- Eva Zažímalová

### Výběr bývalých členů
- Jiří Bičák
- Ludvík Belcredi
- Jiří Holenda
- Jan Hrušák
- Helena Illnerová
- Petr Kratochvíl
- Ivo Marek
- Bohuslav Ošťádal
- Jan Peřina
- Václav Pačes
- Adriena Šimotová
- Vladimír Suchánek
- Rudolf Zahradník